# Pieve di Cadore
Pieve di Cadore és un municipi italià, dins de la província de Belluno. L'any 2007 tenia 4.087 habitants. Limita amb els municipis de Calalzo di Cadore, Cimolais (PN), Domegge di Cadore, Perarolo di Cadore, Valle di Cadore i Vodo di Cadore.

## Administració
| Període | Identitat            | Partit        |
| ------- | -------------------- | ------------- |
| 2004-   | Maria Antonia Ciotti | Llista cívica |

## Personatges il·lustres
- Ticià, pintor del barroc.